# 端斑銀腹蛛
端斑銀腹蛛，又名端斑銀鱗蛛，为長腳蛛科銀腹蛛屬下的一个种。